# Xã Bainbridge, Quận Geauga, Ohio
Xã Bainbridge (tiếng Anh: Bainbridge Township) là một xã thuộc quận Geauga, tiểu bang Ohio, Hoa Kỳ. Năm 2010, dân số của xã này là 11.395 người.